# نورفولك الشمالية الغربية (دائرة انتخابية في المملكة المتحدة)
نورفولك الشمالية الغربية (بالإنجليزية: North West Norfolk)‏ هي إحدى الدوائر الانتخابية في المملكة المتحدة الممثلة في مجلس العموم في برلمان المملكة المتحدة.
عضو البرلمان الذي يمثلها حالياً هو :Mr Henry Bellingham (Con).